# Liste der denkmalgeschützten Objekte in Unterperfuss
Die Liste der denkmalgeschützten Objekte in Unterperfuss enthält die denkmalgeschützten, unbeweglichen Objekte der Gemeinde Unterperfuss.

## Denkmäler
| Foto |                 | Denkmal                                                                                         | Standort                                           | Beschreibung | Metadaten |
| ---- | --------------- | ----------------------------------------------------------------------------------------------- | -------------------------------------------------- | --- | --- |
| ja   | Datei hochladen | Dorfbrunnen HERIS-ID: 110337 Objekt-ID: 128033 TKK: 67983                                       | gegenüber Unterperfuss 10 Standort KG: Unterperfuß | Der Brunnen aus dem 19. Jahrhundert besteht aus einem längsrechteckigen, steinernen Brunnentrog und einer an der Schmalseite angestellten polygonalen Brunnensäule mit schmiedeeisernem Ausguss. | BDA-Hist.: Q37818196 Status: § 2a Stand der BDA-Liste: 2025-06-30 Name: Dorfbrunnen GstNr.: 463                                                                   |
| ja   | Datei hochladen | Kath. Filialkirche hl. Katharina mit ehem. Friedhof HERIS-ID: 55983 Objekt-ID: 64915 TKK: 19498 | Unterperfuss 29c Standort KG: Unterperfuß          | Die barocke Kirche wurde 1761 anstelle einer früheren Kapelle nach einem Entwurf von Johann Michael Umhauser von Franz Singer erbaut. Der Bau hat einen eingezogenen Chor mit anschließendem Sakristeianbau und im Nordwesten einen Turm mit Zwiebelhelm und Laterne. Die Westfassade wird durch einen geschweiften Knickgiebel abgeschlossen. Das Innere weist ein Tonnengewölbe und eine flache Hängekuppel auf Wandpfeilern auf und ist mit Rokoko-Stuck geschmückt. Die Deckenfresken wurden 1761 von Anton Kirchebner geschaffen. | BDA-Hist.: Q38069251 Status: § 2a Stand der BDA-Liste: 2025-06-30 Name: Kath. Filialkirche hl. Katharina mit ehem. Friedhof GstNr.: .58 Filialkirche Unterperfuss |